# Degradacija
Degradacija (iz latinščine degradatio) je v oboroženih silah kazenska postavitev na nižji položaj oz. odvzem čina.
Degradacija je po navadi sestavni del kazni v vojaškem sodstvu, ko je pripadnik oboroženih sil obsojen na zaporno kazen.